# Підлозцівська сільська рада
Підлозці́вська сільська́ ра́да — колишній орган місцевого самоврядування у Млинівському районі Рівненської області. Адміністративний центр — село Підлозці.

## Загальні відомості
- Підлозцівська сільська рада утворена в 1944 році.
- Територія ради: 40,32 км²
- Населення ради: 1 548 осіб (станом на 2001 рік)

## Населені пункти
Сільській раді підпорядковані населені пункти:
- с. Підлозці
- с. Велике
- с. Загатинці
- с. Ставрів
- с. Топілля

## Склад ради
Рада складається з 16 депутатів та голови.
- Голова ради: Костюкевич Микола Олександрович
- Секретар ради: Косачевич Валентина Яківна

### Керівний склад попередніх скликань
| Прізвище, ім'я, по батькові     | Основні відомості                                                               | Дата обрання | Дата звільнення |
| ------------------------------- | ------------------------------------------------------------------------------- | ------------ | --------------- |
| Костюкевич Микола Олександрович | Сільський голова, 1975 року народження, освіта середня спеціальна, безпартійний | 26.03.2006   | 31.10.2010      |
| Костюкевич Микола Олександрович | Сільський голова, 1975 року народження, освіта середня спеціальна, безпартійний | 31.10.2010   |                 |

Примітка: таблиця складена за даними сайту Верховної Ради України